# Irak op de Olympische Zomerspelen 2020
Irak nam deel aan de Olympische Zomerspelen 2020 in Tokio, Japan.

## Aantal atleten
| Sport       | Mannen | Vrouwen | Totaal |
| ----------- | ------ | ------- | ------ |
| Atletiek    | 1      | 0       | 1      |
| Roeien      | 1      | 0       | 1      |
| Schietsport | 0      | 1       | 1      |
| totaal      | 2      | 1       | 3      |

## Deelnemers en resultaten

### Atletiek
Mannen
Loopnummers
| atleet              | onderdeel | series | series | kwartfinale | kwartfinale | halve finale   | halve finale   | finale         | finale         |
| atleet              | onderdeel | tijd   | rang   | tijd        | rang        | tijd           | rang           | tijd           | rang           |
| ------------------- | --------- | ------ | ------ | ----------- | ----------- | -------------- | -------------- | -------------- | -------------- |
| Taha Hussein Yaseen | 400 m     | 46,00  | 6      | n.v.t.      | n.v.t.      | niet geplaatst | niet geplaatst | niet geplaatst | niet geplaatst |

### Roeien
Mannen
| atleet                    | onderdeel | series  | series | herkansingen | herkansingen | kwartfinale | kwartfinale | halve finale | halve finale | finale  | finale |
| atleet                    | onderdeel | tijd    | rang   | tijd         | rang         | tijd        | rang        | tijd         | rang         | tijd    | rang   |
| ------------------------- | --------- | ------- | ------ | ------------ | ------------ | ----------- | ----------- | ------------ | ------------ | ------- | ------ |
| Mohammed Jasim Al-Khafaji | skiff     | 8.57,01 | 5 H    | 7.41,72      | 2 KF         | 8.03,55     | 6 HC/D      | 7.21,52      | 4 FD         | 7.18,65 | 22     |

Legenda: FA=finale A (medailles); FB=finale B (geen medailles); FC=finale C (geen medailles); FD=finale D (geen medailles); FE=finale E (geen medailles); FF=finale F (geen medailles); HA/B=halve finale A/B; HC/D=halve finale C/D; HE/F=halve finale E/F; KF=kwartfinale; H=herkansing

### Schietsport
Vrouwen
| atlete                        | onderdeel             | kwalificaties | kwalificaties | finale         | finale         |
| atlete                        | onderdeel             | punten        | rang          | punten         | rang           |
| ----------------------------- | --------------------- | ------------- | ------------- | -------------- | -------------- |
| Fatimah Abbas Waheeb Al-Kaabi | 10 meter luchtpistool | 556           | 51            | niet geplaatst | niet geplaatst |